# Bestia (Album)
Bestia ist das sechste Studioalbum der deutschen Dark Metal und NDH-Band Erdling. Es erschien am 28. April 2023 auf dem Label Out of Line und wurde von Rough Trade Distribution vertrieben.

## Geschichte
Die nun aus Neill Freiwald, Max Nash, Valeria Ereth, Robin Sem Vedrfölnir und Christian Schäfer bestehende Band begann 2022 mit ersten Aufgaben für ein weiteres Studioalbum. Aufgrund der COVID-19-Pandemie musste die für März 2022 geplante Helheim-Tour mit Soulbound als Vorband auf das Frühjahr 2023 verschoben werden. Am 10. November 2022 erschien die Single Deus im Handel, am selben Tag wurde auf YouTube das offizielle Musikvideo hochgeladen. Am 26. Januar 2023 erschien die zweite Single Freiheit sowie das offizielle Lyric-Video auf YouTube. Knapp einen Monat später, am 23. Februar 2023, wurde die Single Eis und Feuer veröffentlicht. Am selben Tag feierte das Musikvideo seine Premiere auf YouTube.
Tourauftakt für die geplante Helheim-Tour war schließlich der 28. April 2023. Am selben Tag erschien das sechste Album Bestia im deutschen Handel. Zeitgleich erschien zum titelgebenden Lied Bestia ein Musikvideo auf YouTube.

## Allgemeines

### Versionen
Das Album Bestia wurde am 28. April 2023 in Deutschland veröffentlicht und erschien als CD, MP3-Download und Vinyl.

### Illustration
Das Cover zeigt einen zähnefletschenden Werwolf auf schwarzem Grund. Unter ihm befinden sich der Bandname und Albumtitel in gelber Schrift; der Albumtitel ist in einer an Runen erinnernden Schrift gewählt.

## Titelliste
| #  | Titel              | Länge |
| -- | ------------------ | ----- |
| 1  | Bestia             | 3:38  |
| 2  | Deus               | 2:54  |
| 3  | Und die Erde singt | 4:16  |
| 4  | Freiheit           | 3:48  |
| 5  | Khaos              | 3:05  |
| 6  | Über Bord          | 3:44  |
| 7  | Eis und Feuer      | 3:47  |
| 8  | Katharsis          | 3:14  |
| 9  | Utgard             | 3:56  |
| 10 | Der erste Regen    | 4:13  |

## Charterfolge
Das Album erreichte Platz 44 der deutschen Albumcharts und hielt diese Position für eine Woche.

## Rezeption
Matthias Weise für Metal.de äußert sich sehr positiv zum Album und befindet, dass es sich um die bisher beste Platte der Band handelt.

„‚Bestia‘ ist zweifellos ERDLINGs bislang beste Platte. Songs wie das hymnische ‚Freiheit‘ oder der brutale Brecher ‚Eis und Feuer‘ machen ebenso Spaß wie die atmosphärischen Momente in ‚Und Die Erde Singt‘. Fans der Band werden zufrieden sein und durch die vermehrt eingesetzten Screams sowie das härtere Gesamtklangbild wird sicherlich auch die metallisch orientierte Hörerschaft hellhörig. So darf es gerne weitergehen!“

Auch Alex D. für Time for Metal ist der Meinung, dass es sich um das beste Album der Gruppe handelt.

„Was soll ich jetzt noch für ein Fazit ziehen? Nur Lob! Ich bin begeistert, wie rund dieses Album wieder geworden ist. Nachdem Hellheim schon im obersten Punktelevel gelandet war, ist das hier ein mega-starker Nachkömmling. Es ist abwechslungsreich, kraftvoll, düster, euphorisch und man will es einfach laut hören und durch den Körper dröhnen lassen. Ich freue mich sehr, dass wir uns direkt am Releasetag auch live davon überzeugen können, was diese Band abliefert. Die Tour steht an, und es gibt sogar noch Karten für den Start in Hameln, ich kann nur empfehlen: Macht euch auf den Weg!“

„Von der ersten Sekunde an ist das Stillsitzen keine Option mehr. Mitsing-Zwang: Hoch! Der Kopf wippt, der Fuss tappt, es fehlt nur noch ein wenig Feuer und eine gute Tanzfläche. Satte Riffs, eingängige Keys und sehr genretypische Vocals - ein Erfolgsrezept für eine gute Party und eine gelungene musikalische Trance. Knapp vierzig Minuten, welche jedoch sehr gut gefüllt sind und für Gruftis, Deutschrock und Industrial Fans definitiv eine Bereicherung des Tages darstellen dürften. Ab in den Shop und rein in die Sammlung damit! Die schönen Keys/Synths - wie nicht anders zu erwarten - sind das Element, welches mich am meisten verzaubert (nebst den Riffs, natürlich, dafür habe ich einfach eine Schwäche). Die Wiederhol-Taste darf und soll ihren Zweck erfüllen, denn einmal ist hier nicht genug. Gute Stimmung ist mit «Bestia» garantiert.“